# Mercado de Tirso de Molina
El Mercado de Tirso De Molina es un mercado de abastos ubicado en el barrio de Puerta del Ángel en Madrid. En las cercanías del paseo de Extremadura, entre las calles de Doña Urraca y Doña Berenguela. Se trata de un edificio de fábrica inaugurado en el año 1932, en el marco de un Plan General de Mercados Municipales impulsado por la Segunda República para el abastecimiento de la capital. Obra diseñada por el arquitecto Luis Bellido (autor conocido por el Matadero de Madrid).

## Historia
El mercado municipal comenzó a funcionar como abastos para los barrios incipentes de la orilla derecha del río Manzanares en el año 1932. El barrio del distrito de la Latina comenzó, de esta forma, a entrar en la red de distribución y abastecimiento pensada por aquel momento por el Ayuntamiento de Madrid. La Guerra Civil y la intensa defensa de Madrid hizo que el eje del paseo de Extremadura se convirtiera en un frente de batalla, con el edificio inmerso en él.
Desde la segunda década del siglo XXI la actividad del mercado se ha reactivado con la apertura de locales de ocio, como bares y restaurantes.

## Características
Se trata de un edificio construido en un solar de planta rectangular. El edificio posee un zócalo de granito y unos paramentos exteriores de ladrillos. La altura del interior es de un piso.

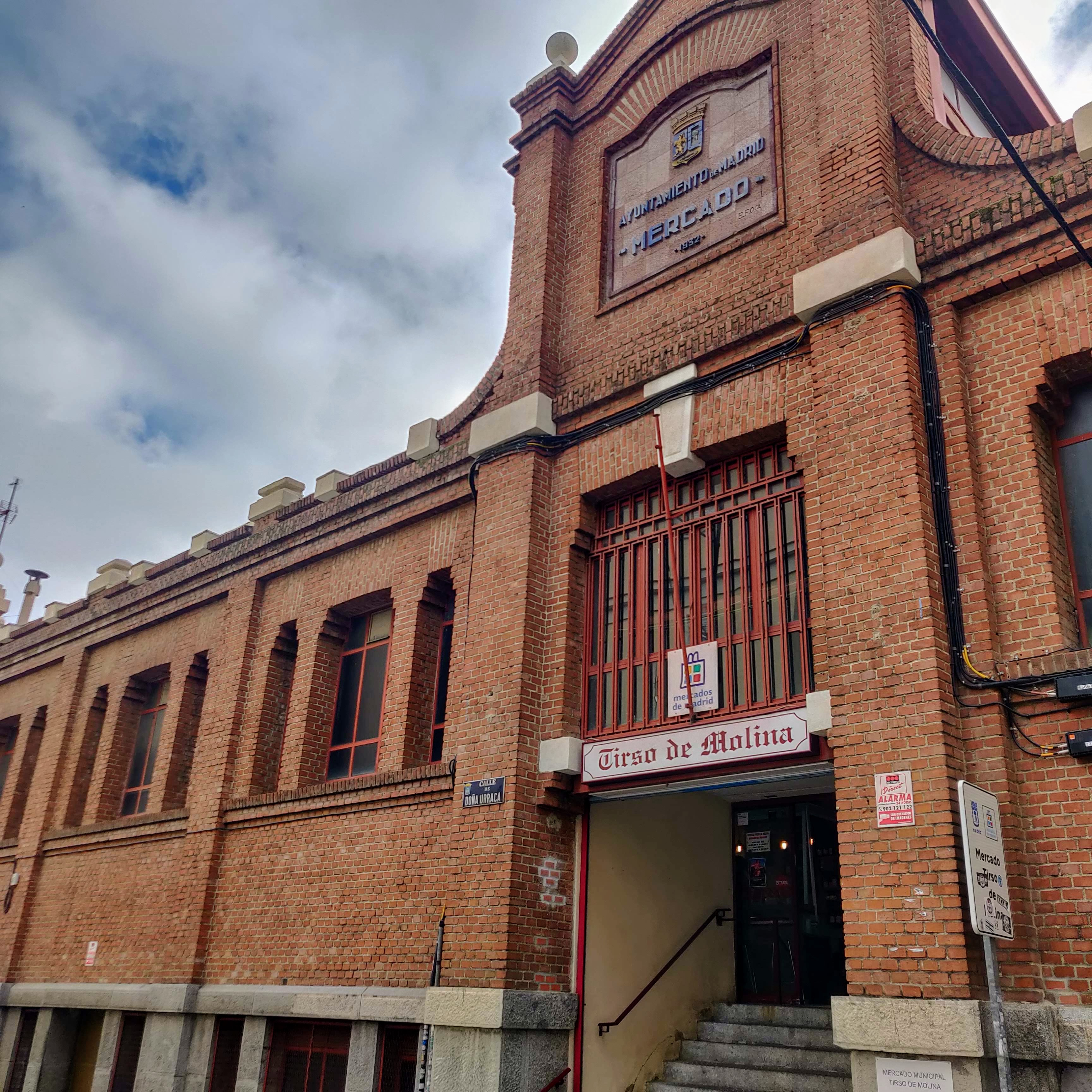
Mercado Tirso de Molina